# Chas (Puy-de-Dôme)
Chas település Franciaországban, Puy-de-Dôme megyében. Lakosainak száma 368 fő (2022. január 1.). Chas Billom, Chauriat, Espirat és Vassel községekkel határos.

## Népesség
A település népességének változása:
| Lakosok száma | 383  | 376  | 381  | 379  | 385  | 387  | 381  | 374  | 368  |
|               | 2013 | 2015 | 2016 | 2017 | 2018 | 2019 | 2020 | 2021 | 2022 |